# Хіно-Мару №3
Хіно-Мару № 3 (Hino Maru No. 3) — транспортне судно, яке під час Другої світової війни брало участь у операціях японських збройних сил в Індонезії та Мікронезії.
Хіно-Мару № 3 спорудили в 1938 році на верфі Mitsubishi Jukogyo у Кобе для компанії Hinomaru Kisen.
25 квітня 1941-го судно реквізували для потреб Імперського флоту Японії.
Під час японського наступу на сході Нідерландської Ост-Індії Хіно-Мару № 3 залучили до висадки другого ешелону десанту на Балі. 23 лютого 1942-го це судно разом зі ще 4 транспортами вийшло з Макассару (південно-західний півострів острова Целебес), а 25 лютого прибуло до місця призначення.
З 24 липня по 6 вересня 1942-го Хіно-Мару № 3 здійснило рейс з Японії на Каролінські острови, де відвідало Палау (важливий транспортний хаб на заході архіпелагу), атол Трук (головна база японського ВМФ у Океанії, розташована в центральній частині Каролінських островів) та острів Фаїс (сім сотень кілометрів на північний схід від Палау).
У першій половині осені 1942-го Хіно-Мару № 3 відвідало ряд портів, зокрема побувало в корейському порту Чіннампо (на західному узбережжі півострова в гирлі річки Тедонган) та на Хоккайдо в Мурорані. 8—21 жовтня судно прямувало з останнього до атола Джалуїт (Маршаллові острови), 7—8 листопада перейшло звідти на Кваджелейн (інший атол того ж архіпелагу), а 18—27 листопада здійснило перехід до Японії.
2 грудня 1942-го Хіно-Мару № 3 прийняло в Токіо 16 тисяч каністр з авіаційним бензином і вантаж рису та того ж дня вирушило без ескорту на Трук. 7 грудня в районі за п'ять сотень кілометрів на південний захід від островів Огасавара американський підводний човен USS Kingfish поцілив Хіно-Мару № 3 двома торпедами. Судно загорілося й менш ніж за годину затонуло, загинуло 19 членів екіпажу. Ще 26 осіб перейшли на рятувальний човен і 11 грудня їх підібрало госпітальне судно «Такасаго-Мару».